# رزا تایکون
رزا تایکون (انگلیسی: Rosa Taikon; ۳۰ ژوئیهٔ ۱۹۲۶ – ۱ ژوئن ۲۰۱۷) هنرپیشه، و نقره‌کاری اهل سوئد بود.
وی همچنین برندهٔ جوایزی همچون جایزه اولاف پالمه شده‌است.